# Edmund Kütten
Edmund Kütten (* 27. September 1948 in Oberleuken) ist ein deutscher Politiker und Mitglied der CDU. Von 2004 bis  2019 war er Mitglied des Saarländischen Landtages.

## Ausbildung und Beruf
Edmund Kütten besuchte von 1953 bis 1963 die Volksschule Oberleuken und begann anschließend eine Berufsausbildung zum Landwirt, die er 1966 abschloss. Von 1967 bis 1968 besuchte er die Landwirtschaftliche Fachschule und übernahm 1968 den landwirtschaftlichen Betrieb seiner Eltern. 1991 gründete er einen Gewerbebetrieb.

## Familie
Edmund Kütten ist verheiratet und hat drei Kinder.

## Politische Funktionen
1974 trat Kütten in die CDU ein, wurde im gleichen Jahr Mitglied des Ortsrates Oberleuken-Keßlingen-Münzingen und blieb dies bis 2004. Seit 1994 war er Mitglied des Kreistages Merzig-Wadern und seit 2001 Mitglied des Gemeinderates Perl und Vorsitzender der CDU-Kreistagsfraktion Merzig-Wadern. Von 1994 bis 2004 war er Ortsvorsteher des Gemeindebezirks Oberleuken-Keßlingen-Münzingen. 2019 zog sich Edmund Kütten im Alter von 70 Jahren aus der Politik zurück.

## Mitglied in Ausschüssen
- Eingaben
- Finanzen und Haushaltsfragen
- Umwelt